# Melanoscirtes
Melanoscirtes is een geslacht van rechtvleugeligen uit de familie sabelsprinkhanen (Tettigoniidae). De wetenschappelijke naam van dit geslacht is voor het eerst geldig gepubliceerd in 2010 door Hemp.

## Soorten
Het geslacht Melanoscirtes omvat de volgende soorten:
- Melanoscirtes kibonotensis Sjöstedt, 1910
- Melanoscirtes shengenae Hemp, 2010
- Melanoscirtes taitensis Hemp, 2010
- Melanoscirtes usambarensis Hemp, 2010